# 卡林邦

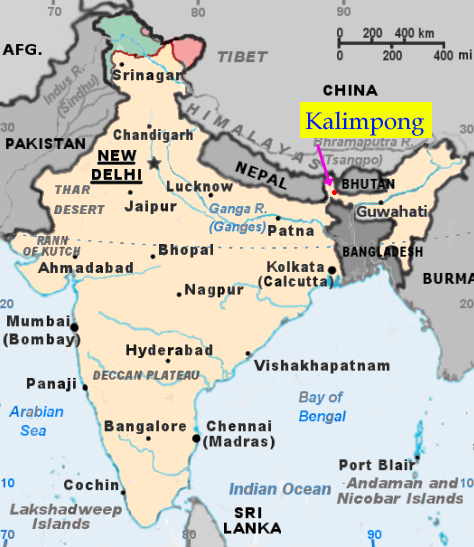

卡林邦（英語：Kalimpong、尼泊爾語：、绒巴语：Kalenpung；另譯噶倫堡）是印度東北部西孟加拉邦大吉岭县的一個城镇，有大量流亡藏人人口，知名居民包括西藏學者夏格巴·旺秋德丹及政治人物嘉樂頓珠等。

## 人口
该地2001年总人口42980人，其中男性22331人，女性20649人；0—6岁人口3469人，其中男1869人，女1600人；识字率78.77%，其中男性为83.80%，女性为73.34%。